# اولکسی توروختی
اولکسی توروختی (به انگلیسی: Oleksiy Torokhtiy) زاده ۲۲ مه ۱۹۸۶ است. وی وزنه بردار کشور اوکراین و دارندهٔ نشان برنز مسابقات جهانی پاریس ۲۰۱۱ است.او در المپیک لندن در دسته ۱۰۵ وزنه برداری صاحب نشان طلا شد. اما در سال ۲۰۱۶با مثبت شدن آزمون دوپینگ وی مدال طلا از وی گرفته و به نواب نصیر شلال داده شد. همچنین اولکسی توروختی از هرگونه فعالیت ورزشی به صورت مادام‌العمر محروم شد.